# Stichopogon mitjaevi
Stichopogon mitjaevi là một loài ruồi trong họ Asilidae. Stichopogon mitjaevi được Lehr miêu tả năm 1975. Loài này phân bố ở vùng Cổ Bắc giới.